# Nehodivská lípa
Nehodivská lípa je památný strom ve vsi Nehodiv, severovýchodně od Plánice. Lípa velkolistá (Tilia platyphyllos) roste na návsi před čp. 4, v nadmořské výšce 400 m. Obvod kmene stromu měří 331 cm a koruna do výšky 24 m (měření 1977). Lípa je chráněna od roku 1978 jako krajinná dominanta.